# Brocton F.C.
Brocton FC là một câu lạc bộ bóng đá có trụ sở tại Brocton, gần Stafford, Anh. Đội bóng hiện thi đấu tại North West Counties League Division One South và có sân nhà tại Stafford.

## Danh hiệu
- Midland Combination
  - Nhà vô địch Premier Division mùa giải 2013–14
- Cannock Chase League
  - Nhà vô địch mùa giải 1954–55, 1956–57, 1957–58, 1960–61, 1973–74, 1977–78
- Rugeley & District League
  - Nhà vô địch các mùa giải 1946–47, 1947–48
- Staffordshire FA Vase
  - Nhà vô địch các mùa giải 1996–97, 1999–2000[1]

## Thành tích
- Thành tích tốt nhất tại FA Cup: Vòng sơ loại đầu tiên mùa giải 2013–14[2]
- Thành tích tốt nhất tại FA Vase: Vòng bốn mùa giải 2014–15[2]
- Kỷ lục số lượng khán giả: 362 người teong trận đấu với Hereford, Midland League Premier Division, 17 tháng 10 năm 2015[3]